# Archie Alleyne

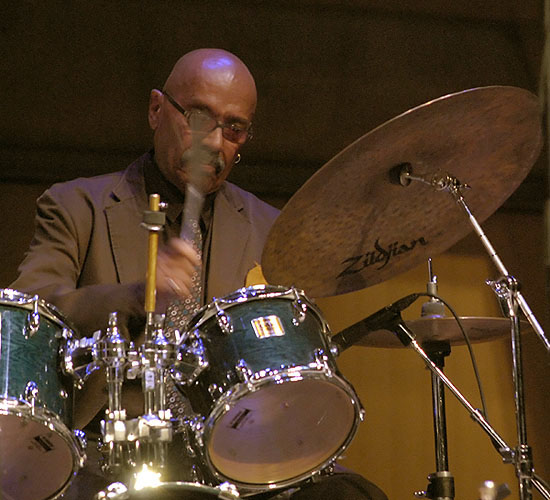
Archie Alleyne

Archibald Alexander „Archie“ Alleyne (* 7. Januar 1933 in Toronto; † 8. Juni 2015 ebenda) war ein kanadischer Jazz-Schlagzeuger, der in der Musikszene von Toronto aktiv war.

## Leben und Wirken
Alleyne wuchs im Viertel Kensington Market von Toronto auf und brachte sich autodidaktisch das Schlagzeugspiel bei. Seine Musikerkarriere begann er als Schlagzeuger im Jazzclub Town Tavern. Dort begleitete er in den 1950er Jahren in Toronto gastierende Jazzgrößen wie Billie Holiday, Lester Young, Stan Getz, Coleman Hawkins und Ben Webster. 1967 musste er seine Musikerkarriere vorübergehend unterbrechen, nachdem er bei einem Autounfall schwer verletzt worden war, und betätigte sich ab 1969 als Restaurantbesitzer. Anfang der 1980er Jahre begann Alleyne sich wieder als Musiker zu betätigen, als er mit Frank Wright ein gemeinsames Quartett leitete und ein Album aufnahm. 1989 tourte er mit Oliver Jones in der Karibik und Afrika, festgehalten im Konzertfilm Called Oliver Jones in Africa von 1990. Er wirkte von 1956 bis 2012 bei 39 Aufnahmesessions mit, unter anderem bei Peter Appleyard, Moe Koffman, Phil Nimmons, Jay McShann, George Benson, Junior Mance, Jim Galloway, Wray Downes und Ranee Lee. Außerdem gründete er den Archie Alleyne Fund für Nachwuchsmusiker.
Kurz vor seinem Tod im Juni 2015 stellte Alleyne noch seine Autobiografie Colour Me Jazz: The Archie Alleyne Story fertig. Alleyne starb an den Folgen einer Krebserkrankung.

## Preise und Auszeichnungen
Alleyne wurde 2012 zum Member des Order of Canada ernannt. 2015 wurde er mit dem Harry Jerome Award  ausgezeichnet.

## Diskographische Hinweise
- Archie Alleyne • Frank Wright Quartet Featuring Wray Downes & Steve Wallace: Up There (From Bebop to Now, 1983)